# Jordi Barra
Jordi Barra Cabello (* 10. Juli 1978) ist ein andorranischer Fußballspieler.

## Verein
Jordi Barra spielte bisher für mindestens zehn verschiedene Vereine in Andorra. Letzter bekannte Klub war 2019 Penya Encarnada d’Andorra.

## Nationalmannschaft
Für die A-Nationalmannschaft Andorras kam er zwischen 1998 und 1999 zu 3 Länderspieleinsätzen.